# Tan Tin Wee

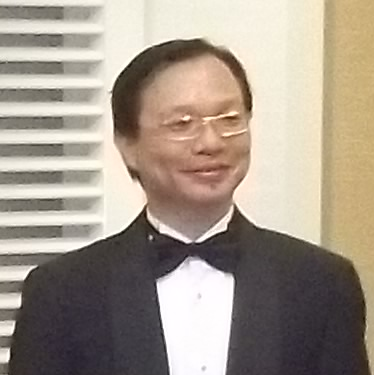
Tan Tin Wee 2012 bei einem Treffen der Mitglieder der Internet Hall of Fame

Tan Tin Wee (* 1962) ist ein singapurischer Bioinformatiker und Hochschullehrer. Er ist seit 1999 außerordentlicher Professor am Department of Biochemistry der National University of Singapore und Gründungsdirektor des National Supercomputing Centre (NSCC) in Singapur. Als Erfinder und Gründer mehrsprachiger internationalisierter Domainnamen (IDN) und Pionier des Internets wurde er 2012 von der Internet Society zusammen mit den Gründungsvätern des Internets in die erste Internet Hall of Fame aufgenommen.

## Leben und Werk
Tan studierte von 1982 bis 1985 Biochemie an der University of Cambridge, anschließend erhielt er 1986 den Master of Science in Molekularbiologie und Biotechnologie am University College London und promovierte 1990 in Molekularbiologie über Impfstoffe an der University of Edinburgh. Er kehrte 1990 nach Singapur zurück und übernahm die Entwicklung von TechNet, Singapurs erstem Netzwerk für eine landesweite Forschungsgemeinschaft. 1994 schrieb er mit seinem Team für die chinesische Sprache ein Programm, das dem Code für jedes Zeichen entspricht und dann die Bilder zu einem größeren Bild zusammenfügt und weitete dieses Konzept auf die tamilische Sprache aus. Tan war für mehrere wichtige Internet-Meilensteine verantwortlich, darunter den ersten Gopher-Server, das Singapore InfoWeb und den Vorläufer der Present National Web Homepage. Während seiner Leitung der Internet Research and Development Unit (IRDU) hatte Singapur die erste regionale Java-Website und das erste funktionsfähige mehrsprachige Domain Name System (DNS). Zusätzlich zu seiner NUS-Position ist Tan auch Vorsitzender der Agentur für das Computational Resource Center für Wissenschaft, Technologie und Forschung, das Singapur im einundzwanzigsten Jahrhundert für Supercomputing-Fähigkeiten ausrüsten soll. In diesem Sinne leistet er jetzt Pionierarbeit beim Einsatz neuer Technologien für die Online-Kommunikation von Computern. TCP / IP (Transmission Control Protocol / Internet Protocol), die alte Kommunikationssprache, die das Internet heute verwendet, ist eine wenig effiziente, rechenintensive Technologie, die es kaum schafft, Milliarden von Geräten online zu bewältigen. Eine neuere Kommunikationstechnologie namens InfiniBand überträgt Daten mit viel kürzeren Verzögerungszeiten, weniger Informationsverlust und höherer Effizienz als TCP / IP. Sie wird jedoch derzeit nur für Supercomputer mit kurzer Reichweite verwendet. Im November 2014 demonstrierte sein Team zusammen mit australischen, japanischen und US-amerikanischen Universitäten sowie den Industriepartnern Obsidian Strategics und Tata Communications die erste InfiniBand-Hochgeschwindigkeitsverbindung mit großer Reichweite zwischen drei Kontinenten auf einer Plattform namens InfiniCortex. Beim herkömmlichen Grid-Computing führen verteilte Prozessoren Aufgaben aus, die parallel, aber mehr oder weniger unabhängig sind. InfiniCortex bietet stattdessen simultanes Supercomputing, bei dem Zwischenergebnisse schnell zwischen Prozessoren übertragen werden können, die sich über globale Entfernungen hinweg befinden. Auf diese Weise können die teilnehmenden Zentren komplexere Aufgaben – wie z. B. die rechnergestützte Fluiddynamik oder die Analyse genomischer Daten – auf ihren eigenen Supercomputer-Ressourcen ausführen.

### Auszeichnungen
Für seine Arbeit erhielt er nationale und internationale Anerkennung: den Singapore Youth Award for Excellence (1994), den Vaccine Research Trust Annual Award (1989), den japanischen Industrie- und Handelskammer (JCCI) Education Award (1997), den ASEAN Achievement Award (1997) des ASEAN Business Forums, den Life Insurance Association (LIA) Award für Gemeindearbeit, den 7. Innovationspreis des indischen Kulturfestivals (1998), den Achievement Award (1998), die Goldmedaille des Weltkongress für Medizinische Informatik MEDINFO’92 und er ist Mitglied des International Who’s Who of Professionals (1999) und Mitglied des exklusiven World Technology Network (2001) als einer von 450 führenden Wissenschaftlern und Unternehmern weltweit.